# Лосев, Анатолий Иванович
Анатолий Иванович Лосев (19 октября 1906 года, Киев — 21 сентября 1970 года, там же) — советский военачальник, генерал-майор (1.03.1943). Герой Советского Союза (26.10.1943).

## Начальная биография
Анатолий Иванович Лосев родился 19 октября 1906 года в Киеве. Работал учеником и помощником вальцевого на 8-й государственной мельнице в городе Нежин.

## Довоенная служба
В сентябре 1924 года был призван в Красная Армия и направлен на учёбу в Киевскую артиллерийскую школу, которую окончил в 1928 году. В сентябре 1928 года был назначен на должность командира взвода 96-го легко-артиллерийского полка 96-й стрелковой дивизии (Украинский военный округ, г. Жмеринка). В апреле 1930 года был переведён в 1-й отдельный конно-артиллерийский дивизион этого же округа (Проскуров), где служил на должностях командира артиллерийского взвода, учебного взвода, батареи, а в июне 1932 года был назначен на должность командира батареи 1-го кавалерийского полка.
В октябре 1933 года был направлен на учёбу в Военную электротехническую академию РККА, в которой окончил 4 курса, но затем изъявил желание прекратить обучение и направить его в войска. В марте 1938 года был назначен на должность начальника штаба 41-го артиллерийского полка 41-й стрелковой дивизии (Харьковский военный округ, г. Кривой Рог), а в июне того же года — на должность начальника штаба 76-го артиллерийского полка 76-й горнострелковой дивизии (Закавказский военный округ, п. Канакер в Армянской ССР).
После окончания шестимесячных артиллерийских курсов усовершенствования командного состава по отделению командиров полков артиллерии в августе 1939 года был назначен на должность командира 306-го легкоартиллерийского полка 155-й стрелковой дивизии (Западный Особый военный округ, г. Опочка).
Принимал участие в боевых действиях в ходе советско-финской войны. Возглавляемый им полк в декабре 1939 года прибыл в состав 8-й армии и действовал на петрозаводском направлении. На этой войне награждён своей первой наградой — орденом Красной Звезды. После завершения войны полк возвращён на прежнее место дислокации.

### Великая Отечественная война
С началом войны находился на прежней должности. Первый бой принял 23 июня в районе города Слоним. Полк под командованием Лосева принимал участие в Белостокско-Минском оборонительном сражении, ведя упорные бои под Минском, на реке Сож в районе Пропойска. После короткого пополнения в середине июля в Новозыбкове, полк и дивизию включили в состав 67-го стрелкового корпуса 21-й армии, вскоре передали в 13-ю армию в конце августа — в 3-ю армию. В их рядах участвовал в Смоленском сражении и в Рославльско-Новозыбковской наступательной операции. В начале немецкого генерального наступления на Москву, в ходе Орловско-Брянской оборонительной операции, с полком попал в окружение, после прорыва остатков полка оттуда полк был расформирован.
В декабре 1941 года был назначен на должность начальника разведывательного отдела Управления начальника артиллерии 28-й армии (в то время находилась в резерве Ставки ВГК). С апреля 1942 года — начальник артиллерии 38-й стрелковой дивизии той же армии, переданной в состав Юго-Западного фронта. В её рядах принимал участие в неудачном Харьковском сражении, в Воронежско-Ворошиловградской и Сталинградской оборонительных операциях (в августе дивизию передали в 64-ю армию под Сталинград). При этом в июне-июле 1942 года временно исполнял должность командира дивизии после гибели в бою её командира полковника Доценко Н. П. За храбрость, мужество, инициативу и за успешное выполнение боевых задач полковник А. И. Лосев был награждён орденом Красного Знамени.
В октябре 1942 года был назначен на должность командира 29-й стрелковой дивизии 64-й армии на Сталинградском и Донском фронтах. Дивизия успешно принимала участие в боевых действиях в ходе операции «Кольцо» — разгроме окруженной группировки противника и освобождении Сталинграда. За выдающиеся боевые отличия приказом народного комиссара обороны СССР от 1 марта 1943 года дивизия получила гвардейское звание и была переименована в 72-ю гвардейскую стрелковую дивизию. Под командованием генерала Лосева в составе 7-й гвардейской армии на Воронежском и Степном фронтах вела упорные бои в ходе оборонительного этапа Курской битвы на южном фасе Курской дуги, а затем в Белгородско-Харьковской и Полтавско-Кременчугской наступательных операциях.
Из боевой характеристики:

По характеру малотребовательный, демократичен, мало и мягко контролирует подчинённых, всё это сказывается на дисциплине.— Цитата по: Замулин В. Н. 3абытое сражение Огненной Дуги. — М. : Яуза, Эксмо, 2009. — С.225.
Командир 29-й стрелковой дивизии (25-й гвардейский стрелковый корпус, 7-я гвардейская армия, Степной фронт) генерал-майор А. И. Лосев героически действовал в битве за Днепр. Отличился при освобождении Кировограда, а 25 сентября после форсирования Днепра в районе с. Бородаевка его дивизия захватила плацдарм.
Указом Президиума Верховного Совета СССР от 26 октября 1943 года за успешное форсирование Днепра и удержание плацдарма, проявленные при этом мужество, отвагу и умение в сложной обстановке руководить войсками генерал-майору Анатолию Ивановичу Лосеву присвоено звание Героя Советского Союза с вручением ордена Ленина и медали «Золотая Звезда» (№ 1336).
Вскоре дивизия под командованием принимала участие боевых действиях в ходе Кировоградской, Уманско-Ботошанской, Ясско-Кишинёвской, Дебреценской, Будапештской и Венской наступательных операций. За умелое руководство частями дивизии, личную храбрость, проявленную в боевых действиях по разгрому противника в Трансильвании и Венгрии, Лосев был награждён орденом Суворова 2 степени.
В апреле 1945 года был назначен на должность командира 27-го гвардейского стрелкового корпуса, который принимал участие в ходе Братиславско-Брновской и Пражской наступательных операций. За успешное выполнение заданий командования в данных операциях корпус был награждён орденом Красного Знамени.

### Послевоенная карьера
После окончания войны находился на прежней должности.
В феврале 1946 года был направлен на учёбу в Высшую военную академию имени К. Е. Ворошилова, после окончания которой в августе 1948 года был назначен на должность заместителя командира 63-го стрелкового корпуса (Уральский военный округ), в июле 1953 года — на должность старшего преподавателя общевойсковой подготовки, затем — на должность начальника военной кафедры Киевского государственного университета, а в феврале 1955 года — на должность начальника Киевского военного училища имени Рабочих Красного Замоскворечья.
Генерал-майор А. И. Лосев в январе 1956 года вышел в запас. Умер 21 сентября 1970 года в Киеве.

## Награды
- Медаль «Золотая Звезда» (26 октября 1943 года, № 1336);
- Два ордена Ленина (26.10.1943, 2.09.1950[1]);
- Три ордена Красного Знамени (17.11.1942, 03.11.1944[1], 1954[1]);
- Два ордена Суворова 2 степени (13.09.1944, 28.04.1945);
- Орден Кутузова 2 степени (27.08.1943);
- Два ордена Красной Звезды (01.06.1940, 05.11.1942);
- Медали СССР;
- Медаль «25 лет освобождения Румынии» (СРР, 3.11.1969)

### Почётные звания
- Почётный гражданин Братиславы (Чехословакия).